# B. Mallapuram
B. Mallapuram (o Mallapuram, Manapuram) è una suddivisione dell'India, classificata come town panchayat, di 11.488 abitanti, situata nel distretto di Dharmapuri, nello stato federato del Tamil Nadu. In base al numero di abitanti la città rientra nella classe IV (da 10.000 a 19.999 persone).

## Geografia fisica
La città è situata a 11° 58' 0 N e 78° 15' 0 E e ha un'altitudine di 446 m s.l.m..

## Società

### Evoluzione demografica
Al censimento del 2001 la popolazione di B. Mallapuram assommava a 11.488 persone, delle quali 5.923 maschi e 5.565 femmine. I bambini di età inferiore o uguale ai sei anni assommavano a 1.489, dei quali 819 maschi e 670 femmine. Infine, coloro che erano in grado di saper almeno leggere e scrivere erano 7.343, dei quali 4.286 maschi e 3.057 femmine.